# Initials B.B.
Initials B.B. è l'ottavo album in studio del cantautore francese Serge Gainsbourg, pubblicato nel 1968 dall'etichetta discografica Philips Records.

## Il disco
Tutte le tracce sono state scritte e composte da Serge Gainsbourg.

## Tracce
1. Initials B.B. – 3:36
2. Comic Strip – 2:13
3. Bloody Jack – 2:11
4. Docteur Jekyll et Monsieur Hyde – 1:56
5. Torrey Canyon – 2:43
6. Shu Ba Du Ba Loo Ba – 2:08
7. Ford Mustang – 2:41
8. Bonnie and Clyde – 4:19
9. Black and White – 2:10
10. Qui Est «In» Qui Est «Out» – 2:14
11. Hold Up – 2:20
12. Marilu – 2:34

Durata totale: 31:05

## Musicisti
- Serge Gainsbourg: voce
- Arthur Greenslade et son Orchestre: orchestra
- Arthur Greenslade: direttore d'orchestra, arrangiamenti